# Frohnhardt
Frohnhardt ist ein Ortsteil der Stadt Königswinter im nordrhein-westfälischen Rhein-Sieg-Kreis. Er gehört zum Stadtteil und zur Gemarkung Oberpleis, am 30. September 2022 zählte er 428 Einwohner.
Frohnhardt liegt auf etwa 200 m ü. NHN auf einem von Osten nach Westen abfallenden Gelände im Pleiser Hügelland, etwa einen Kilometer von Oberpleis entfernt. Nach Süden und Osten hin ist der Ortsteil von Wald umrandet, im Nordosten schließt sich der Ortsteil Pützstück an. In Frohnhardt entspringt ein Nebenbach des Eisbachs, der nordwestlich der Ortschaft mit diesem zusammenfließt. Von Frohnhardt aus bestehen Blickbeziehungen zum Großen Ölberg, dem mit 461 Metern über dem Meeresspiegel höchsten Berg im Siebengebirge und bei klarem Wetter bis nach Köln.

Der Ortsname leitet sich von zwei Wörtern ab. Zum einen von dem Wort „Frondienst“ und zum anderen von dem Toponym „Hardt“, welches ein damals gängiger Begriff für bewaldete Flächen im Rheinland war. Das lässt vermuten, dass das Gebiet von Frohnhardt zur damaligen Zeit ein Waldstück war, in welchem Bauern für ihre Gutsherren arbeiteten. 

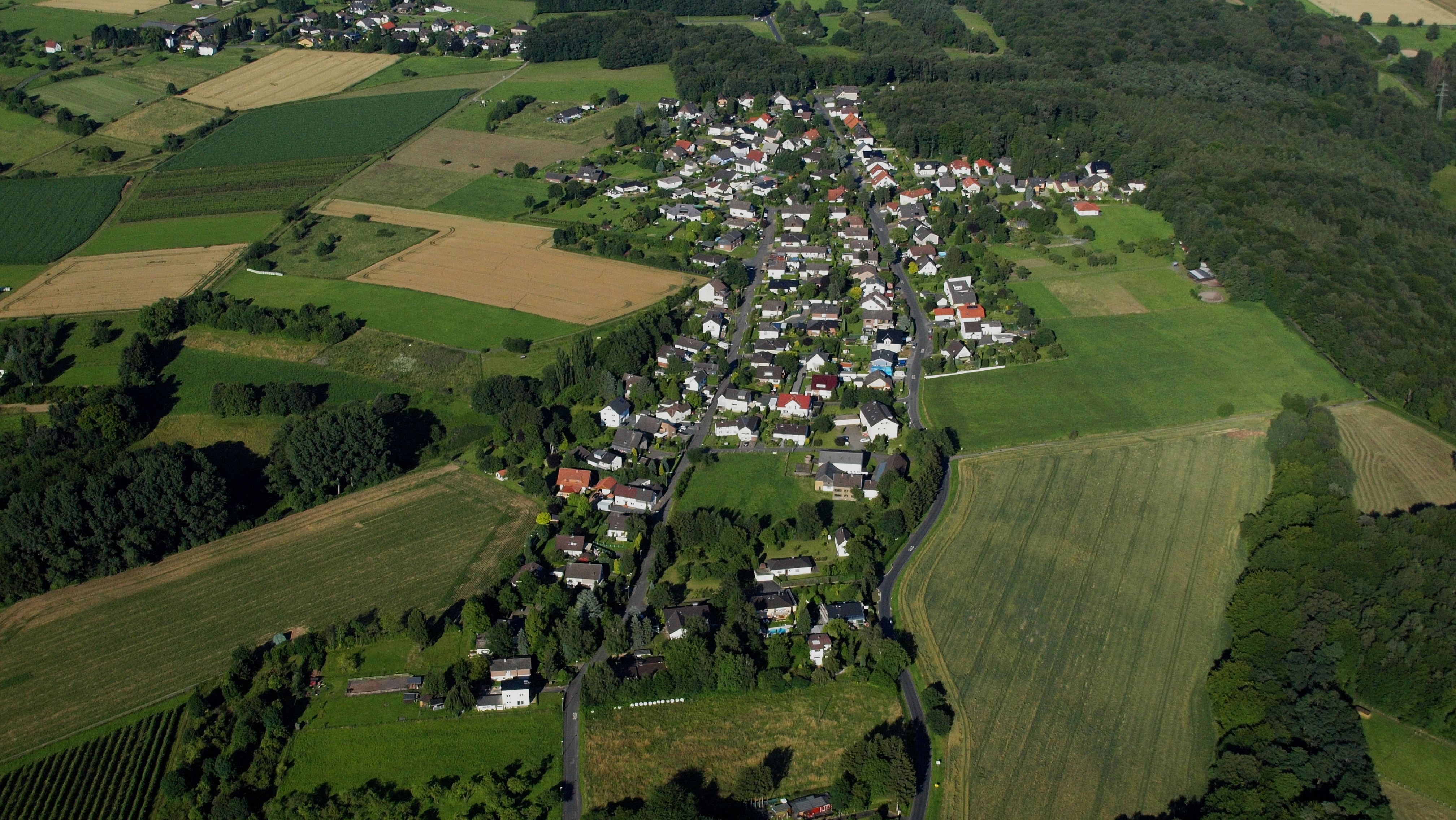
Luftaufnahme von Frohnhardt

| Jahr | Einwohner |
| ---- | --------- |
| 1816 | 66        |
| 1828 | 70        |
| 1843 | 89        |
| 1885 | 66        |
| 1905 | 84        |